# Sín Chéng
Sín Chéng là xã thuộc huyện Si Ma Cai, tỉnh Lào Cai, Việt Nam.
Ở địa phương này có chợ phiên Sín Chéng là chợ phiên xa nhất và vẫn giữ được nhiều nét bản sắc nhất của vùng cao Si Ma Cai, chợ phiên Sín Chéng tổ chức vào thứ 4 hàng tuần thu hút rất đông du khách nước ngoài đến tham quan, trải nghiệm và còn là nơi gìn giữ, giao thoa của nhiều miền văn hóa, mỗi phiên chợ là một ngày hội.

## Địa lý
Xã Sín Chéng nằm ở phía tây của huyện Si Ma Cai, có vị trí địa lý:
- Phía đông giáp xã Quan Hồ Thẩn
- Phía nam giáp xã Nàn Sín
- Phía tây giáp huyện Mường Khương (ranh giới tự nhiên là sông Chảy)
- Phía bắc giáp xã Thào Chư Phìn và xã Bản Mế.

Các dân tộc trên địa bàn xã gồm: H'Mông có 3.227 người, Nùng có 183 người, Kinh có 51 người), Thu Lao có 20 người, La Chí có 8 người.

## Lịch sử
Năm 1966, huyện Bắc Hà thuộc tỉnh Lào Cai được chia tách thành huyện Bắc Hà mới và huyện Si Ma Cai, xã Sín Chéng thuộc huyện Si Ma Cai.
Năm 1975, các tỉnh Yên Bái, Lào Cai và Nghĩa Lộ (trừ huyện Bắc Yên và huyện Phù Yên) sáp nhập thành tỉnh Hoàng Liên Sơn, xã Sín Chéng thuộc huyện Si Ma Cai, tỉnh Hoàng Liên Sơn.
Năm 1979, huyện Si Ma Cai lại sáp nhập vào huyện Bắc Hà, xã Sín Chéng thuộc huyện Bắc Hà, tỉnh Hoàng Liên Sơn.
Năm 1991, tỉnh Hoàng Liên Sơn chia tách thành 2 tỉnh là Yên Bái và Lào Cai, xã Sín Chéng thuộc huyện Bắc Hà, tỉnh Lào Cai.
Năm 2000, xã Sín Chéng thuộc huyện Si Ma Cai mới tái lập.

## Hành chính
Xã Sín Chéng được chia thành 7 thôn.